# Fässbergs IF
El Fässbergs IF es un equipo de fútbol de Suecia que juega en la Division 5 Göteborg B, una de las ligas que conforman la séptima categoría de fútbol en el país.

## Historia
Fue fundado el 24 de abril de 1916 en la ciudad de Mölndal luego de la fusión de los equipos Krokslätts IK, Mölndals IS y el IK Celtic y durante el periodo amateur del fútbol de Suecia consiguió ganar el título nacional en 1924, en los tiempos donde se jugaba como un torneo de copa y no como una liga como ahora. Al club no le permitieron jugar en la primera temporada de la Allsvenskan en 1924/25.
Desde entonces, el club ha estado principalmente en la tercera división del fútbol sueco, cuenta actualmente con 500 miembros afiliados.

## Palmarés
- Swedish Champions (1): 1924
- Svenska Mästerskapet (1): 1924

## Clubes afiliados
- Göteborgs Fotbollförbund.[4]